# Груздєв Віктор Сергійович
Віктор Сергійович Груздєв (нар. 11 грудня 1946, Куйбишевка, Амурська область) — радянський і український звукооператор.

## Біографія
Народився 11 грудня 1946 року у селі Куйбишевка Амурської області. У 1971 році закінчив Київський політехнічний інститут.
Працює в Національній кінематеці. 
Оформив стрічки «Найвірніша, найвідбірніша, наймиліша», «Миленький ти мій...» (1991) тощо. 
Член Національної спілки кінематографістів України.

## Фільмографія
Звукооператор мультфільмів:
- «Пригоди капітана Врунгеля» (1976—1979)
- «Справа доручається детективу Тедді. Справа №001: Бурий та Білий» (1976)
- «Жовтневий марш» (1977)
- «Найголовніший горобець» (1977)
- «Будьонівка» (1977, 13 серій)
- «Хто отримає ананас?», «Перша зима» (1978)
- «Кольорове молоко», «Золоторогий олень» (1979)
- «Пригоди на дачі», «Парасолька в цирку», «Золота липа» (1980)
- «Золоте курча», «І сестра їх Либідь», «Жили собі матрьошки», «Сімейний марафон» (1981)
- «Весілля Свічки», «Малята-мишенята», «Ба-бу-сю!» (1982)
- «Про мишеня, яке хотіло стати сильним» (1983)
- «Крила», «Жар-птиця» (1983)
- «День, коли щастить» (1983)
- «Старий і півень», «Як козаки на весіллі гуляли» (1984)
- «Лікар Айболить» (1984—1995)
- «Із життя пернатих» (1985)
- «Батькова наука» (1986)
- «Острів скарбів» (1986—1988)
- «Морозики-морози» (1986)
- «Як козаки інопланетян зустрічали» (1987)
- «Повертайся, Капітошко!», «Старовинна балада» (1989)
- «Мотузочка», «Горщик-сміхотун» (1990)
- «Найсправжнісінька пригода» (1990)
- «Як козаки у хокей грали» (1995)